# Кауль, Никлас
Никлас Кауль (нем. Niklas Kaul; род. 11 февраля 1998, Майнц) — немецкий легкоатлет, специалист по многоборьям. Выступает за сборную Германии по лёгкой атлетике с 2015 года, победитель чемпионата мира в Дохе.

## Биография
Никлас Кауль родился 11 февраля 1998 года в Майнце, федеральная земля Рейнланд-Пфальц.
В детстве серьёзно занимался гандболом, но затем перешёл в лёгкую атлетику. Проходил подготовку под руководством тренера Франкиса Гросса.
Впервые заявил о себе на международном уровне в сезоне 2015 года, когда вошёл в состав немецкой национальной сборной и побывал на юношеском мировом первенстве в Кали, откуда привёз награды серебряного и золотого достоинства, выигранные в метании копья и в десятиборье соответственно.
В 2016 году одержал победу в десятиборье на юниорском мировом первенстве в Быдгоще.
В 2017 году в той же дисциплине был лучшим на юниорском европейском первенстве в Гроссето.
В 2018 году стартовал на домашнем чемпионате Европы в Берлине — набрал в сумме всех дисциплин десятиборья 8220 очков и расположился в итоговом протоколе соревнований на четвёртой строке.
В 2019 году стал четвёртым на крупном международном турнире Hypo-Meeting в Австрии, выиграл молодёжное европейское первенство в Евле. Благодаря череде удачных выступлений удостоился права защищать честь страны на чемпионате мира в Дохе — с личным рекордом в 8691 очков превзошёл здесь всех соперников в десятиборье и завоевал золотую медаль. По итогам сезона был признан лучшим спортсменом Германии, получил награду «Восходящая звезда европейской атлетики».
В 2020 году во время пандемии COVID-19 принял участие в онлайн-соревновании Ultimate Garden Clash.